# Mona Yahia
Mona Yahia (* 1954 in Bagdad, Irak) ist eine Künstlerin und Schriftstellerin; sie veröffentlicht Romane, Erzählungen, Kurzgeschichten und beteiligt sich an Kunstausstellungen und -aktionen.

## Leben und Wirken
Mona Yahia entstammt einer jüdisch-arabischen Familie. Sie wuchs in Bagdad auf und floh mit ihren Eltern und ihrem Bruder 1970 vor den Auswirkungen des irakischen Militärregimes über den Iran in Richtung Israel, wo die Familie 1971 einwanderte. Von 1972 bis 1974 leistete sie dort ihren Militärdienst. Anschließend studierte sie an der Universität in Tel Aviv die Fächer Psychologie und Französisch, die sie 1977 mit dem B.A. beendete. Nach einem einjährigen Aufenthalt in Paris nahm sie in Tel Aviv das Studium der Klinischen Psychologie auf mit dem Abschluss des M.A. im Jahr 1980. Danach arbeitete sie als Psychologin in Tel Aviv. 1985 siedelte sie in die Bundesrepublik Deutschland über und absolvierte ein Studium der Bildenden Kunst an der Kunstakademie in Kassel bei Harry Kramer. Mit künstlerischen Objekten (wie Seife, Bierdeckel, Zimtsterne, Postkarten) sowie -aktionen kommentierte Yahia seither u. a. die Erinnerungskultur der deutschen Gesellschaft mit Blick auf die Schoah.
Im Jahr 2000 veröffentlichte Mona Yahia in London den Roman „When the Grey Beetles Took over Baghdad“, der das Leben des kultivierten jüdisch-arabischen Bürgertums im Bagdad der 1960er Jahre aus der Sicht eines Teenagers schildert und autobiografische Züge aufweist. Der Roman erschien 2002 in deutscher Übersetzung unter dem Titel „Durch Bagdad fließt ein dunkler Strom“. 2006 und 2007 folgten jeweils die französische („Les coccinelles grises“, Paris) und die amerikanische Ausgabe (New York).
Seit 1997 lebt und arbeitet Mona Yahia in Köln.

## Ehrungen
2001 wurde Mona Yahia in London der Jewish Quarterly-Wingate Literary Prize for Fiction verliehen. 2003 erhielt sie in Wien den Preis der Jury der jungen Leser.

## Stipendien
2006, 2007 sowie 2014 erhielt Mona Yahia Projektförderungen der Kunststiftung NRW, der Stiftung Zurückgeben (Berlin) sowie der SK Kulturstiftung Köln. 2013 erhielt sie im Rahmen des Stipendienprogramms "Atelier Galata" der Stadt Köln ein Aufenthaltsstipendium für Istanbul; ihm folgte 2017 ein weiterer Aufenthalt in Istanbul, gefördert durch die Kunststiftung NRW.

## Veröffentlichungen (Auswahl)
- Domino Effect. In: London Magazine, vol. 33 no. 1&2, London 1993
- METRO–BOULOT–DODO. In: Heiner Schepers (Hrsg.): Eine Stunde für Harry Kramer. Buxus Verlag, Lingen 1997, ISBN 3-933038-00-6.
- When the Grey Beetles Took over Baghdad. Peter Halban Publishers, London 2000 (dt.: Durch Bagdad fließt ein dunkler Strom. Übersetzung: Susanne Aeckerle. Eichborn Verlag, Frankfurt/M. 2002 ISBN 3-8218-0913-2; dtv Verlag, München 2004, ISBN 978-3-423-20715-7).
- A Borrowed Tongue (Essay). In: Fikrun wa Fann/Art and Thought Nr. 91, 2009.
- Der Tag, an dem Sadat nach Jerusalem flog. In: Kerstin Schimmel (Hrsg.): Auch dein Herz ..., Mitteldeutscher Verlag, Halle (Saale) 2011, ISBN 978-3-89812-817-9.
- ''Love Traps''. Kindle Edition, 2013 (dt.: ''Liebesfallen''. Übersetzung: Kirsten E. Lehmann. Kindle Edition, 2013; nicht mehr verfügbar)
- The Historical Khans of Istanbul – Die historischen Hane Istanbuls. Ein dokumentarisches Fotoprojekt (zweisprachig; dt. Übersetzung von Kirsten E. Lehmann), 2015 ISBN 978-3-00-051806-5.
- SNAPSHOTS – Istanbul hinter verschlossenen Türen. (dreisprachige Ausgabe Deutsch-Türkisch-Englisch), Binooki Verlag, 2019 ISBN 978-3-943562-67-5.
- Istanbul, fremd-vertraut – in: die horen – Zeitschrift für Literatur, Kunst und Kritik, Band 278: In flüchtiger Berührung - Istanbul. Wallstein Verlag Göttingen 2020, ISBN 978-3-8353-3695-7.
- Matches (Kurzgeschichte). In: Banipal Magazine, Band 72, London 2021, ISBN 978-1-913043-28-5.

## Ausstellungsbeteiligungen (Auswahl)
- Menschen wie Du und ich – Vier Künstlerinnen zur dokumentarischen Ausstellung Vernichtungskrieg – Verbrechen der Wehrmacht 1941–1944. Kölnisches Stadtmuseum, 1999 (Katalog ersch. im Korridor Verlag, ISBN 3-9804354-6-6).
- Gegen den Strich – Arbeiten mit Fotografie aus der Sammlung Heinrich Mies. Museum Ludwig Köln (Katalog ersch. im Locher Verlag 2000, ISBN 3-930054-38-8).
- Ambivalenzen – zeitgenössische jüdische Künstlerinnen in Deutschland. Frauenmuseum Bonn & Galerie Münsterland, 2002 (Katalog ISBN 3-928239-66-X).